# Living on Video
«Living on Video» — песня, написанная группой Trans-X в 1982 году. Выпущена была в 1983 году и переиздана в 1985 году. Песня стала мировым хитом и заняла 61 место в Billboard Hot 100. Также Trans-X выпустила её на французском под названием «Vivre sur Vidéo». Песня была замиксована многими композиторами на протяжении многих лет, однако самым удачным стал ремикс французского диджея Pakito, который вновь превратил этот хит в мировой. Группа также сделала кавер-версию на песню в 2003 году.

## Версия Ratty (2001)
Версия «Living On Video» от Ratty изобилует жёстким саундом и некоторыми семплами из предыдущего сингла «Sunrise (Here I Am)», также на виниле присутствует оригинальный микс, а также ремикс от Джея Фрога, будущего нового участника группы Scooter. В связи с низкими позициями в чартах планы снять видеоклип на эту композицию были отменены.

### Список композиций
Версия на виниле:
- Страна:  Германия
- Номер в каталоге Kontor: Kontor187

1. A1. Original Mix (6:46)
2. A2. Jay Frog Mix (6:38)
3. B1. Ratty Mix (8:42)

- Страна: Италия
- Номер в каталоге Anthem: ATH 039
- Дата издания: 11.01.2002

1. A1. Ratty Mix (8:42)
2. A2. Original Mix (6:46)
3. B1. Jay Frog Mix (6:38)

- Living On Video (Ratty Single Edit) (3:48)
- Living On Video (Original Radio Edit) (3:31)

выходили на различных сборниках

## Версия Pakito (2006)
Французский диджей Pakito в 2006 году. В альбоме Video есть первый и второй ремикс. В 2009 году вышла новый сингл под названием «Living on Video 2.9», он так же стал очень популярным и содержал много ремиксов и мэшапов. Песня «Living on Video» была номер один во Франции в течение четырёх недель, и в ряде других стран.

### Список композиций
CD maxi
1. «Living on Video» (original radio edit) — 3:20
2. «Living on Video» (noot’s vocal radio edit) — 3:10
3. «Living on Video» (original mix) — 5:36
4. «Living on Video» (noot’s vocal mix) — 6:34

### Чарты и продажи

#### Позиции
| Чарт (2006)                      | Место |
| -------------------------------- | ----- |
| Belgian (Flanders) Singles Chart | 25    |
| Belgian (Wallonia) Singles Chart | 3     |
| Dutch Singles Chart              | 7     |
| Eurochart Hot 100                | 3     |
| French SNEP Singles Chart        | 1     |
| Swedish Singles Chart            | 43    |

#### Чарты в конце года
| Чарт (2006)                      | Место |
| -------------------------------- | ----- |
| Belgian (Wallonia) Singles Chart | 6     |
| Dutch Top 40                     | 8     |
| French Airplay Chart             | 35    |
| French Club Chart                | 1     |
| French TV Music Videos Chart     | 32    |
| French Singles Chart             | 6     |

#### Сертификаты
| Страна  | Сертификат | Дата             | Продано |
| ------- | ---------- | ---------------- | ------- |
| Бельгия | золотой    | 23 сентября 2006 | 20 000  |
| Франция | платиновый | 30 августа 2006  | 300 000 |